# Emil Monția
Emil Monția (n. 6 ianuarie 1882, Șicula, România – d. 1965, Șiria, Arad, România) a fost un compozitor, culegător de folclor și avocat român. 

## Biografie
Din 1906 se stabilește la Șiria, în județul Arad, unde a lucrat ca avocat.
Între membrii Marelui Sfat Național Român aleși în Adunarea de la Alba Iulia, la 1 decembrie 1918 s-a numărat și " Dr. Emil Monția, avocat, Șiria".
În 1970, în castelul Bohuș din Șiria, a fost amenajat Muzeul Ioan Slavici și Emil Monția, care găzduiește pianul, vioara, partituri, fotografii de familie, note și obiecte personale ale compozitorului.
Este înmormântat în cimitirul ortodox din Șiria.
În evidențele Uniunii Compozitorilor și Muzicologilor din România, Emil Monția apare ca decedat fără moștenitori ale drepturilor de autor .

## In memoriam
- În perimetrul castelului-muzeu se găsește și bustul lui Emil Monția.
- Corul de Cameră al Casei de Cultură a Municipiului Arad poartă numele Emil Monția.

## Compoziții
Mai jos, o listă de compoziții pentru pian solo compuse de Emil Monția în perioada 1900 - 1920: 
- Codrule frunză galbenă, suită de doine și cântece poporale românești pentru pian
- Colinde pentru pian nr. 1 - 44
- Doină haiducească, suită de doine și cântece românești pentru pian
- Doina Mureșului pentru pian
- Doina vadului, suită de doine și cântece românești pentru pian
- Rătăceam într-o grădină, suită de colinde
- Suită de cântece, 15 piese pentru pian
- Suită de colinde poporale românești
- Suită de dansuri românești, pentru pian solo

Alte piese din repertoriu: "Fata de la Cozia", "Cercel", "Moștenitorul", "La fântâna cu găleată".
Emil Monția, supranumit și “schimnicul de la Șiria”, a scris drama muzicală în patru acte Misiunea din Efes.